# Luísa Todi
Luísa Rosa Todi, geb. de Aguiar (* 9. Januar 1753 in Setúbal; † 1. Oktober 1833 in Lissabon), auch als La Todi bekannt, war eine portugiesische Opernsängerin.

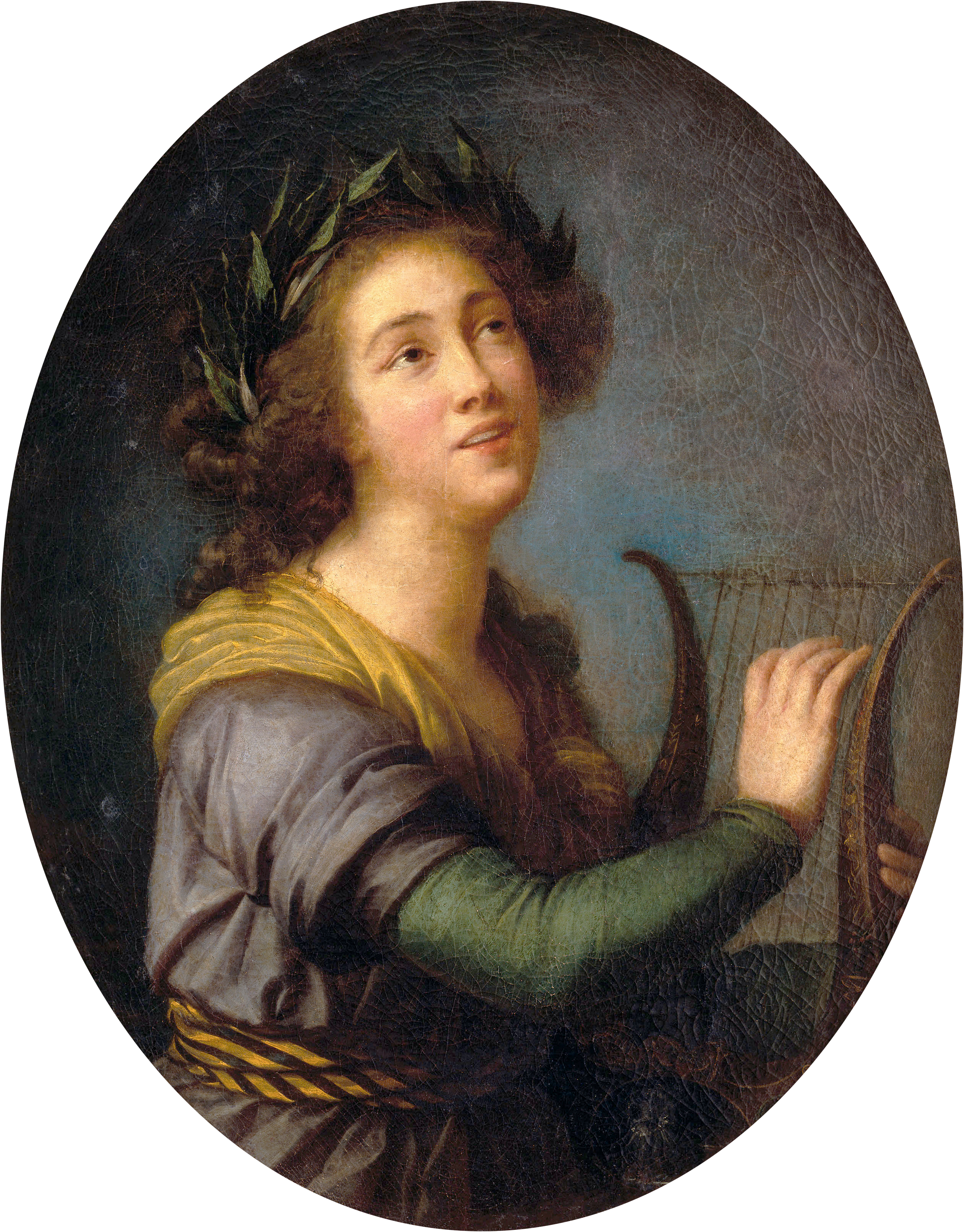
Luísa Todi (Gemälde von Élisabeth Vigée-Lebrun, 1785)

## Leben

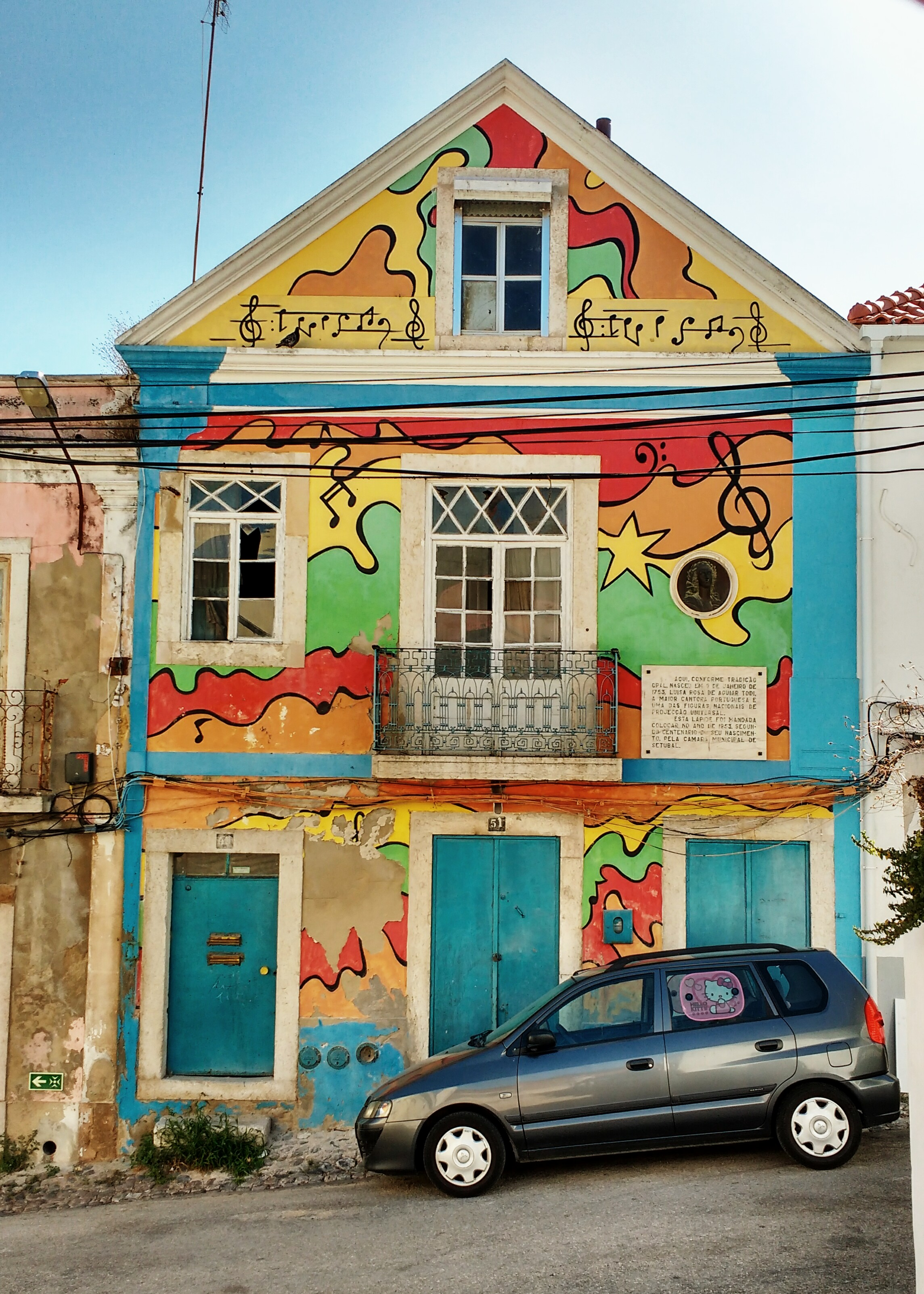
Das Geburtshaus Luísa Todis in Setúbal

In eine Familie von Musikern und Theaterschauspielern geboren, stand auch Luísa Todi 1767 mit bereits 14 Jahren erstmals auf der Bühne, in Tartufo (Tartuffe) von Moliere (im Teatro do Conde de Soure). Ihre Familie war bereits 1765 nach Lissabon gezogen. Sie heiratete 1769 ihren Bewunderer, den italienischen Violinisten Francesco Saverio Todi, auf dessen Initiative hin sie eine Gesangsausbildung erhielt, bei Davide Perez (1711–1778), dem Autor der Oper Solimano. Mit ihm arbeitete sie in der Folge häufig zusammen, später u. a. am Teatro Nacional de São Carlos. 1770 sang sie erstmals eine Oper, am Theater des Bairro Alto in Il viaggiatore ridicolo von Giuseppe Scolari, der sich bereits 1768 in Lissabon niedergelassen hatte. Todi lebte von 1772 bis 1777 in Porto, wo sie sowohl als Sängerin als auch als Privatlehrerin arbeitete. 1777 sang sie erstmals im Ausland, im King’s Theatre in London.
Es folgten Gastspiele in Paris und in Versailles (1778), Österreich, Italien (hier besonders ihr Engagement 1780 als Primadonna am Teatro Regio di Torino in Turin), Preußen und andere deutsche Staaten. Todi erlangte nun beträchtlichen internationalen Ruhm. Die zu der Zeit ebenfalls in ganz Europa gefeierte deutsche Sängerin Elisabeth Mara hatte ihrerseits eine steigende Zahl Bewunderer, und das musikinteressierte Europa spaltete sich in Todisten und Maratisten, insbesondere nach öffentlichen Wettbewerben der beiden Sängerinnen in Paris 1782. In der Folge stieg die Popularität Todis weiter.
In Sankt Petersburg sang sie 1784 in Sartis Oper Armida e Rinaldo mit dem italienischen Kastratensänger Luigi Marchesi. Die russische Kaiserin Katharina II. schlichtete dabei aufkommenden Streit, ausgelöst durch die Popularität Todis und die eifersüchtigen Sarti und Marchese. Es folgte ein längeres Engagement am russischen Hof. 1788 sang sie am Hof von Friedrich II. (Preußen) und kehrte im Anschluss nach Paris zurück, mit ihrer Konzertserie der Concerts Spirituels.
Nach erneuten Gastspielen in Deutschland, darunter mit dem jungen Beethoven in Bonn, sang sie in verschiedenen italienischen Städten, wo sie große Erfolge feierte, insbesondere 1790 in Venedig. Nachdem erstmals Probleme mit ihrem Augenlicht auftauchten, unterbrach Todi ihre Karriere nach 1790. Nach Erholung und wiederaufgenommener Aktivität als Sängerin tourte sie erneut durch Italien, bevor sie von 1792 bis 1796 in Madrid lebte, wo sie insbesondere am Teatro de los Caños del Peral (dem späteren Teatro Real) Erfolge erlebte.
Ihr letztes internationales Gastspiel gab sie 1799 in Neapel. 1801 kehrte sie nach Portugal zurück, wo sie in Porto lebte. 1803 starb ihr Gatte. Im Zuge der napoleonischen Invasion 1809 flüchtete sie, mit vielen anderen Bewohnern der Stadt, über den Fluss Douro, wobei sie einen Großteil ihres Vermögens in Form von Schmuck im Fluss verlor. Sie wurde von der französischen Besatzung inhaftiert, jedoch ließ sie General Soult frei und stellte sie unter seinen Schutz, nachdem ihm ihre Identität bekannt wurde.
Sie zog danach nach Lissabon, wo sie ab 1811 bis zu ihrem Tod 1833 lebte, in zunehmend einfachen Verhältnissen und mit weiter schwindendem Augenlicht, die letzten Jahre schließlich in völliger Blindheit. Die Straße, in der sie bis zu ihrem Tod in Lissabon lebte, heißt heute Rua Luísa Todi.
Sie wurde in Lissabon auf dem Friedhof der Gemeindekirche von Encarnação begraben, der heute unter dem Gebäude der Hausnummer 78 in der Rua do Alecrim im Chiado-Viertel liegt.

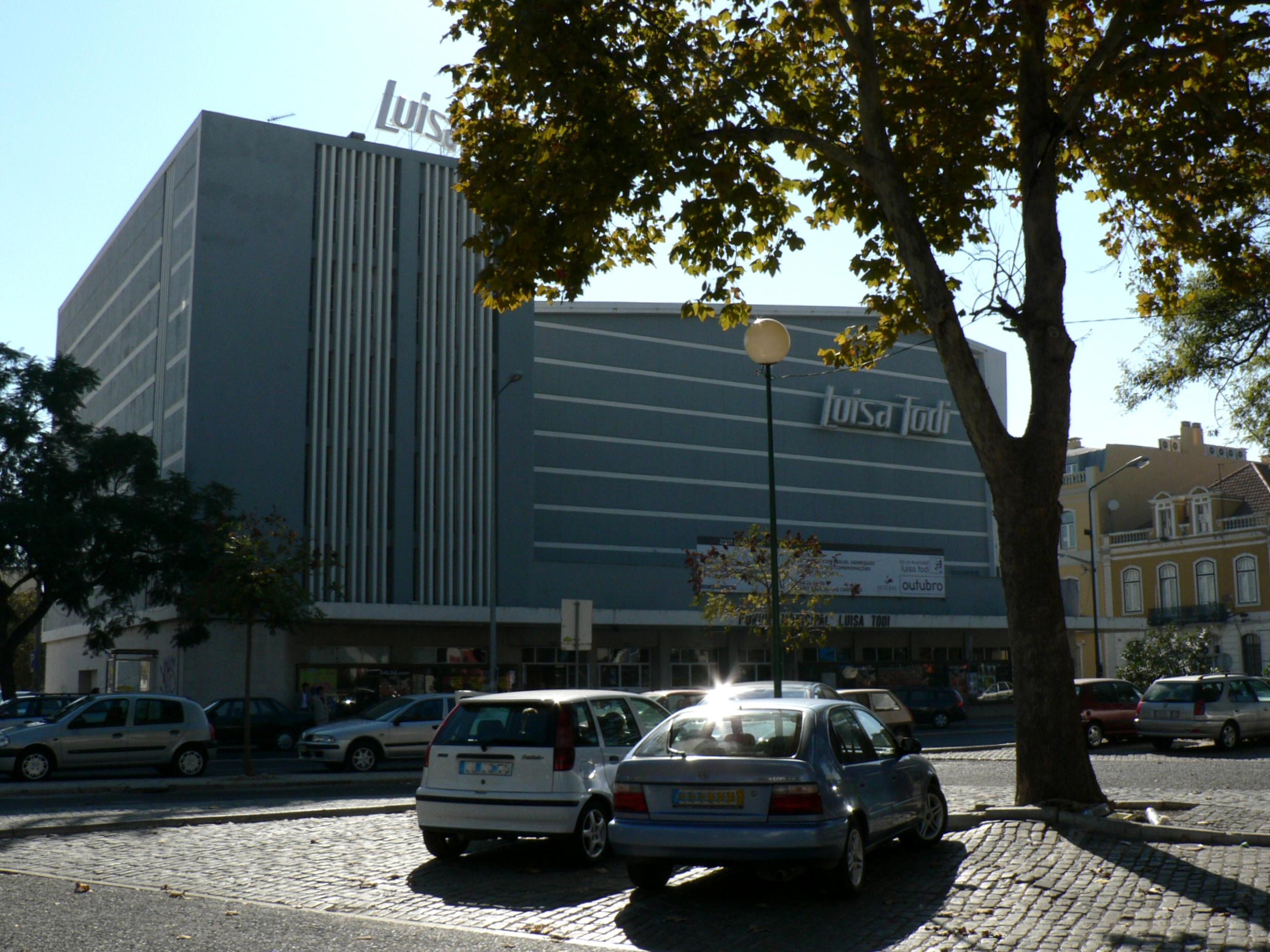
Das Forum Municipal Luisa Todi in Setúbal

## Rezeption
In Portugal selbst war sie zu Lebzeiten nicht so anerkannt und berühmt wie im Ausland. So sang sie zwar bereits 1771 und erneut 1783, auf dem Höhepunkt ihrer internationalen Popularität, für das portugiesische Königshaus, wurde hier aber weitgehend ignoriert, während sie an den bedeutendsten Höfen Europas gefeiert wurde. Anton Reicha hatte sie, noch zu ihren Lebzeiten, in seinem Buch Traité de melodie als die Sängerin aller Jahrhunderte bezeichnet. Heute ist ihre Bedeutung in ihrem Heimatland unbestritten, und ein wichtiger Nachwuchspreis des klassischen Gesangs ist nach ihr benannt, der Concurso Nacional de Canto Luísa Todi. In ihrer Geburtsstadt Setúbal tragen ihren Namen u. a. Schulen, eine Straße im Stadtzentrum, und das städtische Veranstaltungszentrum Forum Municipal Luísa Todi, wo u. a. alljährlich das internationale Filmfestival Festróia stattfindet. In der nach ihr benannten Innenstadtstraße Avenida Luísa Todi befindet sich auch ein Denkmal für sie. Zuletzt erwarb die Stadt Setúbal das Geburtshaus der Todi, um dort ein ihr gewidmetes Museum einzurichten.
2008 drehte der Regisseur Rui Esteves einen Film über ihr Leben, nach Forschungen und unter musikalischer Mithilfe des Dirigenten João Paulo Santos, und mit Texten von Maria João Seixas. Mitsponsor von Todi - A Segunda Morte de Luísa Aguiar war die Lissabonner Oper, das Teatro Nacional de São Carlos, eine der Wirkungsstädten der Todi. Laura Soveral spielt die in Vergessenheit geratene Todi, die im heutigen Setúbal, Lissabon und Porto einen Tag lang nach Spuren ihres Wirkens und den Stationen ihres Lebens sucht, und dabei ihre Lebensgeschichte erzählt, bis sie am Tagesende ein zweites Mal stirbt. Verschiedene portugiesische Opernsängerinnen singen dazu überlieferte Erfolgsarien der Todi. Der Film wurde vom zweiten Kanal der RTP im Rahmen einer Serie über bedeutende Persönlichkeiten der portugiesischen Kultur (Série Figuras Relevantes da Cultura Portuguesa) 2008 gesendet, und 2009 von Midas Filmes als DVD/CD-Box veröffentlicht.